# تکس اوری
تکس آوری (انگلیسی: Tex Avery; ۲۶ فوریهٔ ۱۹۰۸ – ۲۶ اوت ۱۹۸۰) یک انیماتور، کارگردان، کارتونیست و صداپیشه اهل ایالات متحده آمریکا بود. وی در آفرینش و پیشرفت شخصیت‌های کارتونی مانند باگز بانی، دافی داک، دروپی، اسکروبال اسکوئیرل، و جورج و جونیور در کمپانی‌های برادران وارنر و مترو گلدوین مایر نقش داشته‌است.

## زندگی‌نامه
پس از ترک استودیوی برادران وارنر، وی توسط مترو گلدوین مایر استخدام شد. فرد کوئیمبی تولیدکننده MGM بود. هنگام کار در MGM، همه چیز تغییر کرد. او ترجیح می‌داد به جای استفاده از تکرار شخصیت‌ها، شوخی‌های کارتونی ایجاد کند. شخصیت‌هایی که وی در مترو گلدوین مایر خلق کرد دروپی، گرگ، اسکروبال اسکوئیرل، و جورج و جونیور بود.